# 迪沃河畔布雷特维尔
迪沃河畔布雷特维尔（法語：Bretteville-sur-Dives，法語發音：[bʁɛtvil syʁ div] ⓘ）是法国卡尔瓦多斯省的一个旧市镇，属于利雪区。2017年，迪沃河畔布雷特维尔与临近的12个市镇合并为新市镇欧日地区圣皮埃尔。

## 地理
迪沃河畔布雷特维尔（49°2'17"N, 0°1'14"W）面积6.91 平方千米，位于法国诺曼底大区卡爾瓦多斯省，该省份为法国西北部沿海省份，北濒大西洋英吉利海峡，东北与滨海塞纳省以海上边界相接，东临厄尔省，南至奧恩省，西与芒什省接壤。
与迪沃河畔布雷特维尔接壤的市镇（或旧市镇、城区）包括：布瓦塞、耶维尔、勒梅尼勒莫热、乌维尔-拉比安图尔内、蒂耶维尔、欧日地区维约蓬。

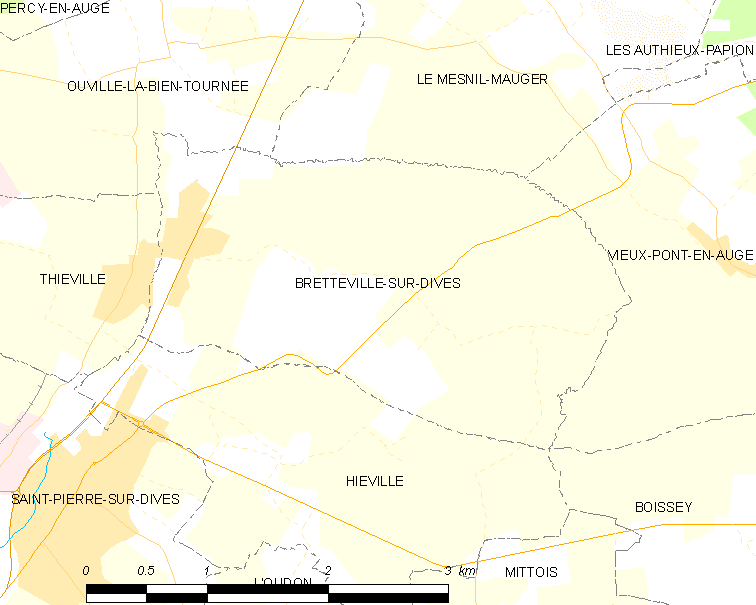
迪沃河畔布雷特维尔的OSM定位图

迪沃河畔布雷特维尔的时区为UTC+01:00、UTC+02:00（夏令时）。

## 行政
迪沃河畔布雷特维尔的邮政编码为14170，INSEE市镇编码为14099。

## 政治
迪沃河畔布雷特维尔所属的省级选区为利瓦罗派多日县。

## 人口

1962-2008年间迪沃河畔布雷特维尔人口变化图示

迪沃河畔布雷特维尔于2018年1月1日时的人口数量为276人。